# Bredskär (Geta, Åland)
Bredskär är en ö i Åland (Finland). Den ligger i Skärgårdshavet eller Bottenhavet och i kommunen Geta i landskapet Åland, i den sydvästra delen av landet. Ön ligger omkring 38 kilometer norr om Mariehamn och omkring 290 kilometer väster om Helsingfors.
Öns area är 21,7 hektar och dess största längd är 0,8 kilometer i nord-sydlig riktning. Ön höjer sig omkring 10 meter över havsytan.